# BRP-Rotax
BRP-Rotax, bis 14. Juni 2016 BRP-Powertrain, ist ein österreichisches Unternehmen mit Sitz in Gunskirchen, Oberösterreich. Das Unternehmen ist auf die Entwicklung und Produktion von Verbrennungsmotoren spezialisiert. BRP-Rotax ist ein Tochterunternehmen der kanadischen Bombardier Recreational Products (BRP Inc.); Komplementär der GmbH & Co. KG ist die BRP-Powertrain Management GmbH, Kommanditist die BRP Holdings (Austria) GmbH.

## Geschichte
Das Unternehmen geht auf den 1858 geborenen Friedrich Theodor Gottschalk zurück. 1884 machte sich der gelernte Mechaniker und organisierte Radfahrer im heimischen Dresden als Hersteller von Messwerkzeugen selbstständig und sattelte bald auf die Herstellung von Fahrradbedarf aller Art um. Gottschalk entwickelte insbesondere die in den USA erfundene Radnabe mit Freilauf weiter und produzierte sie. Im Jahr 1906 meldete er das Akronym Rotax aus lateinisch „rotanda axis“ für „rotierende Achse“ als Marke an.
1920, kurz nach dem Ersten Weltkrieg, folgte auf die bankrotte F. Gottschalk & Co. Aktiengesellschaft die Fahrradteile AG und deren Umfirmierung in Rotax-Werk AG. Ab 1930 wurde sie schrittweise von Fichtel & Sachs übernommen und nach Schweinfurt verlegt. Ab April 1931 war die Rotax-Werk AG nicht mehr produzierend tätig und fokussierte sich auf den Vertrieb von Produkten. 1943 bekam sie zur Tarnung der Motorenproduktion von Fichtel & Sachs diese übertragen und dazu die Reform-Werke Bauer & Co in Oberösterreich zugewiesen.
Von 1945 bis 1955 unter Kontrolle der US-Militärverwaltung, wurde die Rotax-Werk AG durch den Österreichischen Staatsvertrag zu Eigentum der Republik Österreich. 1959 erwarben die Lohner-Werke, die zu ihren Kunden zählten, 72 % der Aktien. 1970 kaufte Rotax-Kunde Bombardier die Lohner-Werke und fusionierte sie mit der Rotax-Werk AG zur Bombardier-Rotax GmbH.

## Produkte
Unter dem Markennamen Rotax produziert BRP-Rotax Hochleistungsmotoren für Schneeschlitten, Jet- und Sportboote, Geländefahrzeuge (ATVs und Quads), dreirädrige Roadster und für Motorräder der Hersteller Aprilia, BMW, Buell und MZ sowie für leichte Sportflugzeuge, Ultraleichtflugzeuge, Tragschrauber, Motorsegler, Drohnen, Heißluft-Luftschiffe und Karts.
Das österreichische Tochterunternehmen der BRP Inc. entwickelt und produziert Antriebssysteme für den Freizeit- und Powersportsbereich, darunter Vier- und Zweitakt-Motoren für BRP-Produkte wie Ski-Doo und Lynx Schneemobile, Sea-Doo Personal Watercraft, Can-Am Onroad- und Can-Am Off-Road-Fahrzeuge, aber auch Antriebe für den Kartsport sowie Sportflugzeuge.

### OEM-Segment
Die OEM Business Unit produziert Produkte für Original Equipment Manufacturers (OEM), unter anderem Komponenten wie Zylinderblock, Zylinderkopf, Kurbelwelle und -gehäuse, Nockenwelle und Pleuel.

### Luftfahrt
Rotax produziert Motoren für Ultraleichtflugzeuge, Leichtflugzeuge und unbemannte Luftfahrzeuge. Seit 1975 wurden mehr als 170.000 Einheiten der Rotax-Aircraft-Motoren verkauft.
Es werden sowohl Zwei- als auch Viertaktmotoren angeboten.
Folgende Modellreihen sind in der allgemeinen Luftfahrt weit verbreitet:
- Rotax-912-Motorenfamilie, Viertakt
- Rotax 914, Viertakt
- Rotax 915, Viertakt
- Rotax 916, Viertakt
- Rotax 582, Zweitakt

Historische Motoren-Modelle (aus der Produktion genommen):

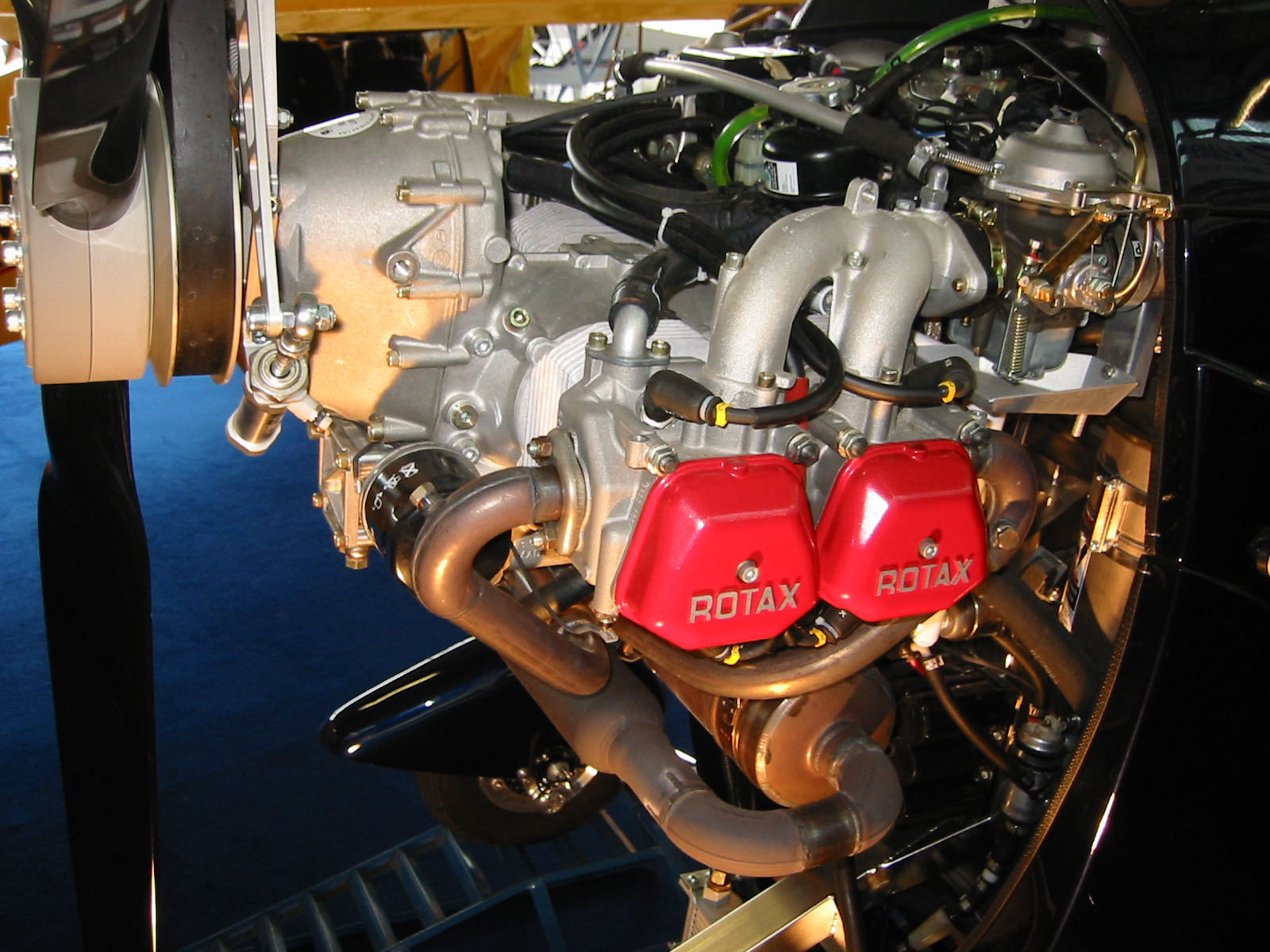
Flugzeugmotor Rotax 914

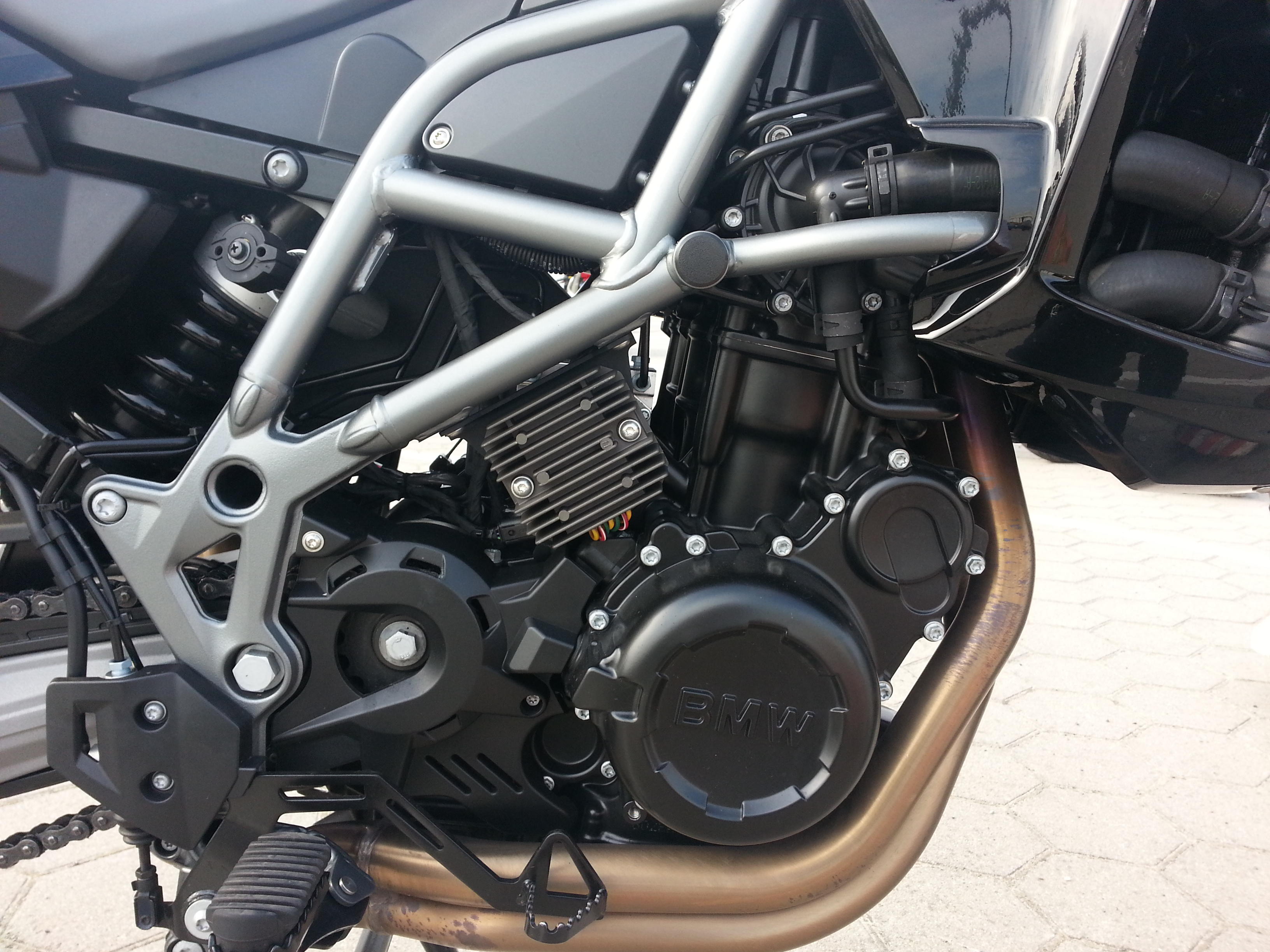
Motorradmotor Rotax 804

- Rotax 275, Zweitakt
- Rotax 277, Zweitakt
- Rotax 377, Zweitakt
- Rotax 447, Zweitakt
- Rotax 503 (bis 2011), Zweitakt
- Rotax 532, Zweitakt
- Rotax 535, Zweitakt
- Rotax 618, Zweitakt

### Kart
BRP-Rotax entwickelte für den Kartsport den Rotax-MAX-Motor. Diese Spezialisierung wurde aufgrund der Erfahrung in der Entwicklung und Produktion leistungsstarker 2-Takt-Motoren entschieden, wodurch das Unternehmen 1997 mit der Produktion der Motorenserie Rotax 125 MAX begann.

### Zweirad
- Rotax 122: 1-Zylinder-Zweitaktmotor in Varianten mit 11 und 22 kW, Einsatz in der Aprilia RS 125 (offen möglich: MP, SF, PY; gedrosselt: RD, RM).
- Rotax 123: 1-Zylinder-Zweitaktmotor mit 23 kW. Einsatz in der Aprilia RS 125 (GS).
- Rotax 126
- Rotax 127: Einsatz in der Aprilia AF1.
- Rotax 128: 1-Zylinder-Zweitakt-Rennmotor.
- Rotax 129: 1-Zylinder-Zweitakt-Rennmotor.
- Rotax 256: 2-Zylinder-Zweitakt-Tandem-Rennmotor >90 PS.
- Rotax 257
- Rotax 258: V2-Zylinder-Zweitakt-Tandem-Rennmotor, >100 PS 
Einsatz in den Aprilia-Werksmaschinen RSV 250 bis Mitte der 1990er Jahre, diente Aprilia später als Vorbild für Eigenentwicklungen.
- Rotax 654: 1-Zylinder-Viertaktmotor mit 652 cm³, 1993–2008, 237.232 Stück, für BMW.[12]
- Rotax 655: 1-Zylinder-Viertaktmotor mit 652 cm³, 1990–2000, 49.513 Stück, für Aprilia.[13]
- Rotax 804: 2-Zylinder-Viertakt-Reihenmotor mit 798 cm³, 2006–2019, 307.208 Stück, für BMW.[14]
- Rotax 904: 2-Zylinder-Viertakt-Reihenmotor mit 77 kW.
- Rotax 990: 2-Zylinder-Viertakt-V-Motor mit 998 cm³, 1997–2011, 87.369 Stück.[15]
- Rotax 1125: 2-Zylinder-Viertakt-V-Motor mit 1.124 cm³, 2007–2010, 9.848 Stück.[16]

## Auszeichnungen
- 1952 Staatspreis erster Klasse für bedeutende Rolle beim wirtschaftlichen Wiederaufbau nach dem Zweiten Weltkrieg.[17]
- Seit 2012 wird BRP-Powertrain/Rotax fortlaufend mit dem BGF-Gütesiegel für betriebliche Gesundheitsförderung ausgezeichnet.[1]
- 2022 erhielt BRP-Rotax den Mobilitätspreis EL-MO des Fachkongresses für Elektromobilität EL-MOTION. Ausgezeichnet wurde das Unternehmen für die Entwicklung des emissionsfreien Schneemobiles Lynx HySnow auf Wasserstoffbasis.[18]

## Einsatz von Rotax-Motoren in Waffensystemen
Rotax Motoren werden immer wieder in Waffensystemen wie Drohnen verwendet. Neben den US-amerikanischen „Predator“-Drohnen verwenden auch türkische Bayraktar-TB2-Drohnen und iranische Shahed-129-Drohnen Rotax-Motoren. Im Jahr 2020 wurde nach Kritik die direkte Lieferung in „Länder mit unklarer Nutzung eingestellt“. Da es sich bei den Motoren aber um „Freiwaren“ handelt, die ohne behördliche Genehmigung exportiert werden dürfen, ist davon auszugehen, dass weiterhin Rotax-Motoren verbaut werden. Im Russisch-Ukrainischen Krieg werden Bayraktar-TB2-Drohnen auf ukrainischer Seite und Shahed-129-Drohnen auf russischer Seite eingesetzt. Am 20. Oktober 2022 wurde laut CNN bekannt, dass Russland iranische Drohnen mit Rotax-Motoren verwendete. Dabei handelte es sich um das Modell Mohajer-6, das von der Islamischen Republik Iran seit 2018 in Massenproduktion hergestellt wird. Der zum Antrieb genutzte Motor Modell 912iS wird am Hauptsitz im oberösterreichischen Gunskirchen gefertigt. Ungeachtet dieser Erkenntnisse war Stand Juli 2023 Rotax weiterhin in Russland tätig.